# FIRST (organisatie)

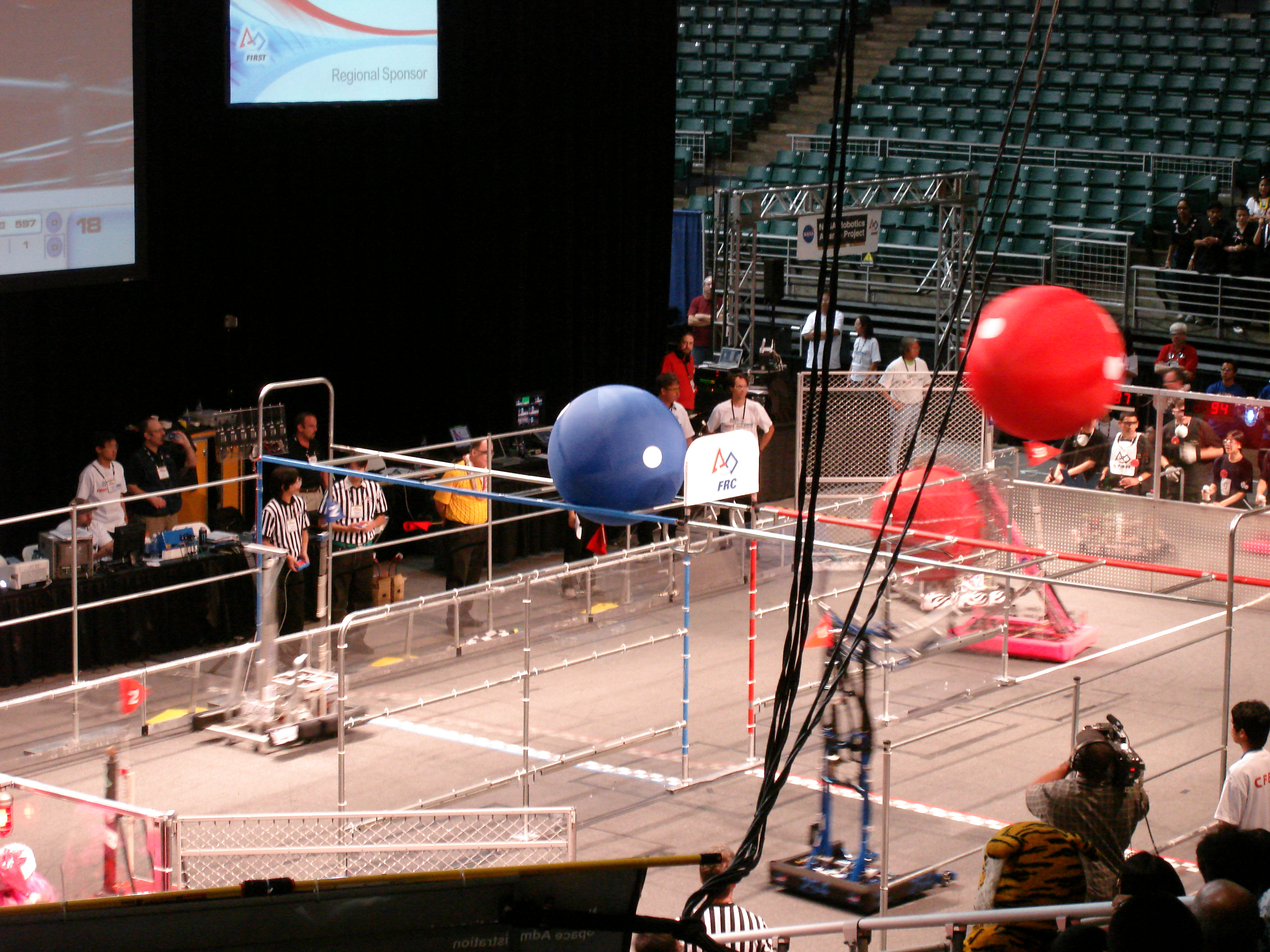
FIRST Robot-toernooi in Hawaï

FIRST, wat staat voor For Inspiration and Recognition of Science and Technology, is een non-profitorganisatie in de Verenigde Staten die ieder jaar robotcompetities organiseert voor scholieren en vrienden.
Het doel van de organisatie is om scholieren en vrienden in aanraking te brengen met technologie en wetenschap. De organisatie werd in 1989 gesticht door Dean Kamen, de uitvinder van de Segway PT.
Het gaat niet zozeer om het winnen van wedstrijden, maar vooral om de scholieren te laten werken in een team dat samen een robot ontwerpt, bouwt en programmeert.

## Robotcompetities
Ieder jaar worden competities georganiseerd in de volgende categorieën:
- FIRST Robotics Competition voor middelbare scholieren (gecompliceerde robots).
- FIRST Tech Challenge voor middelbare scholieren; robot gebouwd met een standaard bouwset.
- FIRST LEGO League voor kinderen van 9 t/m 15 jaar oud, deze is onderverdeeld in drie divisies:
  - FIRST LEGO League Discover is een programma voor kinderen van 4 t/m 6 jaar
  - FIRST LEGO League Explore is een programma voor kinderen van 6 t/m 10 jaar
  - FIRST LEGO League Challenge is een programma voor kinderen van 9 t/m 15 jaar.

Het programma wordt onder andere gesponsord door de NASA en een groot aantal bedrijven.